# Легузия Скворцова
Легузия Скворцова (лат. Legousia skvortsovii) — вид двудольных растений рода Legousia семейства Колокольчиковые (Campanulaceae). Вид впервые описан российской учёной-ботаником Г. М. Проскуряковой в 1980 году.
Видовой эпитет дан в честь российского ботаника Алексея Константиновича Скворцова.

## Распространение, описание
Эндемик Туркменистана.
Терофит. Травянистое растение с очерёдным листорасположением. Цветки с пятью лепестками; околоцветник актиноморфный. Плод — коробочка.